# Меґґі Мак-Ніл
Меґґі Мак-Ніл (англ. Maggie MacNeil, 26 лютого 2000) — канадська плавчиня, олімпійська чемпіонка та срібна призерка Олімпійських ігор 2020 року.
Чемпіонка світу з водних видів спорту 2019 року.

## Виступи на Олімпійських іграх
| Олімпіада  | Дисципліна             | Місце |
| ---------- | ---------------------- | ----- |
| Токіо 2020 | 100 метрів батерфляєм  | 1     |
| Токіо 2020 | 4×100 м вільним стилем | 2     |
| Токіо 2020 | 4×100 м комплексом     | 3     |